# Leizhuang
Leizhuang est une localité du district de Huaxi, dans la préfecture de Guiyang de la province du Guizhou en Chine. L'aéroport van Leizhuang se trouve 30-35 km dans l'Ouest du centre-ville de Guiyang. La prison de Yang'ai se trouve à Leizhuang.